# Biografielijst Rn

## Rni
- Nemanja Rnić (1984), Servisch voetballer